# 2020年10月

## 10月1日
- 阿里巴巴集团主要创始人马云不再担任该集团董事[1]。
- 中國載人航天工程辦公室宣布，中国载人航天工程第三批预备航天员选拔工作结束，共有18名预备航天员（含1名女性）最终入选，包括7名航天驾驶员、7名航天飞行工程师和4名载荷专家[2]。
- 隸屬的波蘭球員獲選成為2020年歐洲最佳球員。
- 隸屬開放弗拉芒自由民主黨的亞歷山大·德克羅宣誓就任比利時首相，並與7個政黨組成內閣。
- 歐洲聯盟正式就英國首相鮑里斯·約翰遜政府違反脫歐協議的法案提出法律行動。
- 中华人民共和国山西省太原市台骀山景区爆发重大火灾，造成13人死亡、15人受伤。
- 世界上最长、跨度最大（截止2020年10月）的跨海峡公铁两用大桥平潭海峡公铁大桥通车。
- 中華民國農田水利會改制，行政院農業委員會農田水利署正式揭牌成立。農田水利法同日施行。[3][4]

## 10月2日
- 美国总统特朗普确诊感染COVID-19。[5]

## 10月4日
- 2020年吉爾吉斯最高議會選舉進行投票。[6]
- 新喀里多尼亞再次舉行獨立公投。[7]
- 中华人民共和国吉林省松原市扶余市发生一起道路交通事故，造成18人死亡、1人受伤。

## 10月5日
- 、麥可·霍頓和查爾斯·M·賴斯因發現而獲得諾貝爾生理學或醫學獎。
- 香港行政長官林鄭月娥接納司法人員推薦委員會建議，將於10月在立法會來年度一般會期開始後徵得立法會同意，任命英国最高法院副院長賀知義勳爵為終審法院非常任法官。[8]

## 10月6日
- 吉尔吉斯斯坦首都比什凯克爆发大规模示威，已有1人死亡，590人受伤，示威者占领了中央机关所在的白宫。
- 羅傑·潘洛斯、赖因哈德·根策尔和安德烈娅·盖兹獲得2020年诺贝尔物理学奖。[9]

## 10月7日
- 基因编辑技术CRISPR发明者珍妮弗·道德纳和埃马纽埃尔·卡彭蒂耶获诺贝尔化学奖。[10]

## 10月8日
- 美國女詩人路易丝·格吕克獲得2020年诺贝尔文学奖。[11]

## 10月9日
- 人道救援組織世界糧食計劃署獲頒2020年諾貝爾和平獎。[12][13]

## 10月10日
- 中华人民共和国贵州省毕节市两客车追尾起火，致7人身亡。[14]
- 法国西部一架观光飞机与一架微型飞机相撞后坠毁，造成5人死亡[15]。
- 伊加·斯維亞特克在2020年法國網球公開賽贏得女子單打冠軍。

## 10月11日
- 塔吉克斯坦舉行總統選舉。[16]
- 2020年立陶宛議會選舉進行首輪投票。[17]
- 泰国中部一列火车与一辆巴士相撞，导致至少18死44伤。泰国副总理巴维向遇难者和伤者家属表示慰问[18][19]。
- 在2020年法國網球公開賽贏得男子單打冠軍。
- 洛杉矶湖人击败迈阿密热火，获得2020年NBA总冠军。[20]

## 10月12日
- 和罗伯特·B·威尔逊因改进拍卖理论并开创出新的拍卖方法，获诺贝尔经济学奖。[21]
- 中华人民共和国黑龙江省鸡西市鸡东县发生食物中毒事件[22]。
- 中央选举和全民公投委员会宣佈，塔吉克人民民主黨主席埃莫馬利·拉赫蒙在2020年總統選舉中成功連任。[23]

## 10月13日
- 苹果公司发布iPhone 12系列智能手机。
- 西太平洋熱帶氣旋「浪卡」逐漸遠離香港，香港天文台於下午7時40分改發三號強風信號，取代上午5時40分發出的八號東北烈風或暴風信號。風暴期間，三名香港市民受傷到公立醫院急症室求診。政府1823電話中心收到17宗塌樹報告。香港民政事務總署開放22個臨時庇護中心，共109人入住。

## 10月14日
- 深圳经济特区建立40周年庆祝大会在中华人民共和国广东省深圳市举行[24]。

## 10月15日
- 總統索隆拜·熱恩別科夫因為群眾示威請辭，其後新任總理薩德爾·扎帕羅夫接任代理總統。
- 在荷蘭向歐洲人權法院提出訴訟後，俄羅斯宣布退出與荷蘭、澳洲展開的馬來西亞航空17號班機空難磋商。
- 因應多個民間團體發動大規模示威，泰國首相宣布首都曼谷進入緊急狀態。
- 日本政府目前已决定将东京电力公司隶属的福岛第一核电站持续蓄积的污水处理水排入海洋，预计将在10月底前宣布这一决定。而由于核污水排放入海需要设备施工并接受原子能规制委员会的审查，预计最早将于2022年正式向海洋排放。[25]

## 10月16日
- 法國一名曾在課堂上展示穆罕默德漫畫的中學歷史科教師在巴黎郊區被當街斬首，疑兇與警察對峙時曾大叫「真主至大」，最終被警察開槍擊斃。[26][27]

## 10月17日
- 紐西蘭總理傑辛達·阿德恩帶領的工黨成功於2020年大選取得過半數議席，為現有選舉制度開始實施至今的首次。[28]
- 美國羅徹斯特大學研究團隊首次發現在室溫下實現無電阻之電流流通的高溫超導體。

## 10月18日
- 2020年幾內亞總統選舉進行投票。[29]
- 政治危機一年（英语：2019 Bolivian political crisis）後，玻利維亞舉行大選，[30]初步結果顯示争取社会主义运动推舉的路易斯·“卢乔”·阿尔塞將在7日內重新當選玻利维亚总统，爲防止爭議，阿涅斯臨時政府將此次改用慢計票模式。

## 10月19日
- COVID-19確診人數超過4千萬人。
- 2019年玻利維亞政治危機（英语：2019 Bolivian political crisis）的倡導人之一珍尼娜·阿涅斯以及主要反對派候選人卡洛斯·梅萨表示接受初步計票結果。次要反對派候選人、政治危機另一倡導人路易斯－费尔南多·卡马乔（西班牙语：Luis Fernando Camacho）則公開表示拒絕接受初步結果，要在7日後計票完成時再表態[31]，並要求己方選民加強介入監票工作。[32]

## 10月20日
- 的探測器OSIRIS-REx成功在小行星101955表面收集樣本。
- 至少15人在巴基斯坦驻阿富汗领事馆附近的踩踏事故中喪生[33]。

## 10月21日
- 國泰航空宣佈旗下國泰港龍航空即時停止營運。[34]

## 10月22日
- 在反對黨新民主黨支持執政黨自由黨下，加拿大下議院否決針對總理的不信任案。

## 10月23日
- 纪念中国人民志愿军抗美援朝出国作战70周年大会在中国北京举行，国务院总理李克强主持，中共中央总书记习近平发表讲话[35]。
- 香港特别行政区政府宣布暂停港芬移交协定。[36]
- 在美國總統川普斡旋下，以色列與蘇丹達成關係正常化的和平協議。[37][38]
- 第二次利比亚内战主要交戰方民族團結政府和國民軍在日內瓦簽署永久停火協議。[39]

## 10月24日
- 荷兰癌症研究所发现人类新器官咽鼓管唾液腺。[40]
- 2020年埃及議會選舉（英语：2020 Egyptian parliamentary election）開始首輪第一階段投票。[41]
- 塞舌尔舉行總統和議會選舉。一些外島獲安排於10月22日和23日投票。[42]
- 俄羅斯綜合格鬥選手哈比卜·努尔马格妙多夫宣布以29勝0敗的紀錄自終極格鬥冠軍賽退休。

## 10月25日
- 乌克兰舉行地方選舉。[43]
- 智利舉行公民投票，以決定是否需要制訂新憲法，取代皮諾切特時代制訂的憲法。[44]
- 英國車手在葡萄牙大獎賽勝出，並創下贏得一級方程式賽車大獎賽冠軍紀錄。
- 因應第二波疫情，西班牙首相佩德羅·桑切斯宣告全國進入緊急狀態。
- 立陶宛在野黨祖國聯盟－立陶宛基督教民主黨在2020年議會選舉贏得多數席次。

## 10月26日
- 美国国会参议院以52票对48票批准联邦上诉法院法官艾米·康尼·巴雷特出任美國最高法院大法官，隨後不久，巴雷特在白宫宣誓就职。[45]
- 中国共产党第十九届中央委员会第五次全体会议在北京召开，会议将讨论中华人民共和国国民经济和社会发展第十四个五年规划纲要[46][47]。

## 10月27日
- 洛杉磯道奇贏得2020年世界大賽冠軍。[48]

## 10月28日
- 2020年坦桑尼亞大選進行投票。[49]
- 颱風莫拉菲在越南登陸。該颱風在越南造成至少31人喪生，另有數十人失蹤。[50]

## 10月29日
- 韩国前总统李明博终审获刑17年，将再次被收监。[51]
- 法國尼斯發生持刀襲擊案，造成3人喪生，疑犯在被捕後仍持續喊「真主至大」。[52]
- 中国共产党第十九届中央委员会第五次全体会议於10月29日落幕，通過《中共中央關於制定國民經濟和社會發展第十四個五年規劃和二〇三五年遠景目標的建議》及會議公報。[53]

## 10月30日
- 土耳其愛琴海岸發生強烈地震，造成至少22人喪生。[54]
- 坦桑尼亚國家選舉委員會宣布總統約翰·馬古富利在2020年大選獲得連任。

## 10月31日
- 格鲁吉亚舉行議會選舉。[55]
- 2020年科特迪瓦總統選舉進行投票。[56]
- 美軍特种部队在尼日利亚北部地区成功救出一名被绑架的美国人，據報还击毙了几名绑架者。美军在行动中無人受伤。[57]
- 因飾演間諜聞名的英國演員在巴哈馬住家逝世，終年90歲。
- 加拿大魁北克市發生持刀襲擊事件，造成兩人死亡、五人受傷，唯嫌犯幹案動機仍不明。[58]
- 襲擊菲律賓呂宋等地，造成至少16人死亡和逾100萬人撤離。
- 在歷經長達9年的施工延宕後，德國柏林的柏林布蘭登堡機場正式宣告啟用。